# Pękowo (województwo mazowieckie)
Pękowo – wieś w Polsce położona w województwie mazowieckim, w powiecie pułtuskim, w gminie Gzy. Ma status sołectwa.
W latach 1975–1998 miejscowość administracyjnie należała do województwa ciechanowskiego.

## Historia
W średniowieczu wieś należała do biskupów płockich. Po trzecim rozbiorze Polski przekształcono ją na własność rządową Królestwa Polskiego. Na początku XIX wieku Pękowo zostało wydzierżawione przez rodziców Teodora Bogdana Jańskiego, syna Piotra i Agnieszki z Hrynieckich, dobrego znajomego na emigracji naszego wieszcza Adama Mickiewicza. W Pękowie spędził lata młodości. Przed wyjazdem do Paryża poślubił w Przewodowie koleżankę z dzieciństwa Aleksandrę Zawadzką. W 1830 roku majątek został wykupiony przez Józefa Soleckiego, urzędnika skarbowego, który przystąpił do prac, związanych z rozwojem hodowli i rolnictwa na tym terenie (694 morgi). Prace ustały z wybuchem powstania listopadowego. Józef Solecki jeszcze za życia przekazał majątek Zofii Sławińskiej i swojemu siostrzeńcowi Piotrowi Sławińskiemu, którzy zawarli małżeństwo po upadku powstania. Jeden z ich synów, Józef, odziedziczył Pękowo, a po nim właścicielem został syn Jan Adam Sławiński, porucznik kawalerii Wojska Polskiego, odznaczony Orderem Virtuti Militari. W drugiej połowie XIX wieku właściciele wybudowali dwór i urządzili park (rejestr zabytków nr A-174 z 01.03.1976).
Sławińscy byli właścicielami folwarku do 1933 roku, kiedy to utracili posiadłość na rzecz Towarzystwa Kredytowego Ziemskiego w wyniku zadłużenia. Po ich wyprowadzce we wsi osiedliła się Zofia Dumaszewska. Po zakończeniu drugiej wojny światowej folwark rozparcelowano. Pod koniec lat sześćdziesiątych we wsi powstała remiza strażacka, przy której założono OSP. We dworze dawnych właścicieli do 2002 roku prowadzono szkołę podstawową. Współcześnie właścicielem pałacu i parku jest osoba prywatna. 